# Morti il 9 aprile
| Questa pagina contiene informazioni ricavate automaticamente dalle voci biografiche con l'ausilio del template Bio e di un bot. L'aggiornamento è periodico e automatico e ricostruisce completamente la pagina. Se manca una persona in questa lista, sei pregato di non aggiungerla, ma accertati piuttosto che la sua voce biografica contenga il template Bio e che i dati anagrafici siano correttamente compilati. Se il template Bio manca, inseriscilo tu stesso o, in alternativa, metti l'avviso {{tmp\|Bio}} che ne segnala la mancanza. Se i dati riportati sono sbagliati, correggi direttamente la voce biografica; le modifiche saranno visibili in questa lista entro pochi giorni. Per chiarimenti vedi il progetto biografie. La lista contiene solo le 490 persone che sono citate nell'enciclopedia e per le quali è stato implementato correttamente il template Bio. Pagina aggiornata al 17 ago 2025. |

## VI secolo a.C.(1)
- 585 a.C. - Jinmu, imperatore giapponese (n. 711 a.C.)

## I secolo(1)
- 88 - Imperatore Zhang, imperatore cinese (n. 56)

## IV secolo(1)
- 306 - Edesio di Alessandria, santo

## V secolo(1)
- 491 - Zenone, imperatore romano

## VIII secolo(2)
- 715 - Papa Costantino, papa e vescovo siriaco (n. 664)
- 730 - Ugo di Champagne, abate e vescovo franco

## IX secolo(2)
- 806 - Kanmu, imperatore giapponese (n. 737)
- 869 - Waldrada di Wormsgau

## XI secolo(1)
- 1024 - Papa Benedetto VIII, papa, cardinale e vescovo italiano

## XII secolo(3)
- 1137 - Guglielmo X di Aquitania, duca (n. 1099)
- 1140 - Gaucherio di Aureil, religioso francese
- 1166 - Waleran de Beaumont, I conte di Worcester, nobile (n. 1104)

## XIII secolo(5)
- 1241 - Enrico II il Pio, nobile polacco
- 1242 - Richard de Morins, religioso e storico britannico (n. 1161)
- 1248 - Ugo di Châtillon, conte
- 1283 - Margherita di Scozia, nobile scozzese (n. 1261)
- 1291 - Clemente da Osimo, religioso italiano

## XIV secolo(9)
- 1302 - Costanza II di Sicilia, regina (n. 1249)
- 1315 - Ubaldo Adimari, religioso italiano
- 1321 - Tommaso da Tolentino, francescano e beato italiano
- 1327 - Walter Stewart, scozzese
- 1328 - Thomas FitzGerald, II conte di Kildare, nobile irlandese
- 1342 - Margaret de Clare, contessa di Gloucester, nobile britannica (n. 1293)
- 1343 - Lombardo della Torre, arcivescovo cattolico italiano
- 1348 - Iacopo Bottrigari, giurista italiano (n. 1274)
- 1374 - Antonio Pavoni, presbitero italiano (n. 1325)

## XV secolo(6)
- 1434 - Ardicino della Porta seniore, cardinale italiano
- 1445 - Antonio Alberico I Malaspina, nobile italiano
- 1472 - Lampugnino Birago, politico, militare e umanista italiano
- 1483 - Edoardo IV d'Inghilterra, re (n. 1442)
- 1484 - Edoardo di York, nobile britannico (n. 1473)
- 1492 - Pierleone Leoni, medico, filosofo e astrologo italiano

## XVI secolo(8)
- 1531 - Giulio Cattaneo, diplomatico e politico italiano
- 1552 - Leandro Alberti, storico, filosofo e teologo italiano (n. 1479)
- 1553 - François Rabelais, scrittore, umanista e medico francese
- 1557 - Michele Agricola, teologo e vescovo luterano finlandese
- 1567 - Giovanni I di Waldeck, nobile tedesco
- 1582 - Richard Bertie, politico inglese (n. 1516)
- 1584 - Filippo Maria Campeggi, vescovo cattolico italiano (n. 1518)
- 1591 - Emilia di Sassonia (n. 1516)

## XVII secolo(15)
- 1606 - Jean Vauquelin de La Fresnaye, poeta e scrittore francese (n. 1536)
- 1607 - Eleonora di Hohenzollern, principessa prussiana (n. 1583)
- 1608 - Pomponio Torelli, nobile e letterato italiano (n. 1539)
- 1626 - Francesco Bacone, filosofo, politico e giurista inglese (n. 1561)
- 1629 - Pietro Valier, cardinale e arcivescovo cattolico italiano (n. 1574)
- 1633 - Flaminia Colonna, nobildonna italiana
- 1643 - Benedetto Castelli, monaco cristiano, matematico e fisico italiano (n. 1578)
- 1650 - Gaspare Mattei Orsini, cardinale, arcivescovo cattolico e nobile italiano (n. 1598)
- 1667 - Katherine Wotton, nobildonna inglese (n. 1609)
- 1670 - Samuel Sorbière, traduttore e filosofo francese (n. 1615)
- 1672 - Mulay al-Rashid, sultano marocchino (n. 1631)
- 1684 - Marguerite de Rohan, nobildonna francese (n. 1617)
- 1693 - Roger de Bussy-Rabutin, scrittore francese (n. 1618)
- 1694 - Angelo Berardi, compositore italiano
- 1698 - Gilbert de Sève, pittore francese (n. 1615)

## XVIII secolo(19)
- 1712 - Giuseppe Archinto, cardinale e arcivescovo cattolico italiano (n. 1651)
- 1713 - Pietro Strobl junior, intagliatore italiano (n. 1642)
- 1720 - Gaspare Altieri, I principe di Oriolo, nobile italiano (n. 1650)
- 1747 - Simon Fraser, XI Lord Lovat, nobile e militare scozzese
- 1754 - Christian Wolff, filosofo e giurista tedesco (n. 1679)
- 1756 - Alivardi Khan, sovrano bengalese (n. 1671)
- 1764 - Marco Benefial, pittore italiano (n. 1684)
- 1765 - Maria Luisa d'Assia-Kassel, nobildonna (n. 1688)
- 1779 - Antonio María de Bucareli y Ursúa, ufficiale spagnolo (n. 1717)
- 1780 - Giuseppe Maria Castelli, cardinale italiano (n. 1705)
- 1785 - Margaret Harley, nobildonna inglese (n. 1715)
- 1790 - Nicolas-Sylvestre Bergier, presbitero, teologo e scrittore francese (n. 1718)
- 1790 - Muhammad III del Marocco, sultano marocchino (n. 1710)
- 1794 - Marguerite Rutan, religiosa francese (n. 1736)
- 1796 - Felipe Scío Riaza, vescovo cattolico spagnolo (n. 1738)
- 1796 - Federico Alberto di Anhalt-Bernburg, principe tedesco (n. 1735)
- 1798 - Eusebio da Veiga, gesuita, matematico e astronomo portoghese (n. 1718)
- 1798 - Giuseppe Federico Guglielmo di Hohenzollern-Hechingen, principe (n. 1717)
- 1799 - Louis Jean Nicolas Lejoille, militare e marinaio francese (n. 1759)

## XIX secolo(60)
- 1803 - Samuel von Brukenthal, giurista austriaco (n. 1721)
- 1803 - Hester Grenville, nobildonna britannica (n. 1720)
- 1804 - Jacques Necker, politico e economista svizzero (n. 1732)
- 1806 - Guglielmo V di Orange-Nassau, nobile (n. 1748)
- 1808 - Georg Karl von Fechenbach, vescovo cattolico tedesco (n. 1749)
- 1809 - Francisco Javier García Fajer, compositore spagnolo (n. 1730)
- 1810 - Alessandro Malaspina, esploratore e navigatore italiano (n. 1754)
- 1816 - Daniel Tállayi, giornalista, editore e politico slovacco (n. 1760)
- 1819 - François Jean Baptiste Quesnel, generale francese (n. 1765)
- 1819 - Vincenzo Racchetti, medico, giurista e letterato italiano (n. 1777)
- 1820 - Angelo Anelli, giurista, librettista e scrittore italiano (n. 1761)
- 1822 - Francisco Novella Azabal Pérez y Sicardo, generale spagnolo (n. 1769)
- 1826 - Armand Simon-Marie Blanquet du Chayla, ammiraglio francese (n. 1759)
- 1830 - Friederich Münter, vescovo luterano, archeologo e filologo tedesco (n. 1761)
- 1837 - Domenico Quaglio il Giovane, pittore, scenografo e architetto tedesco (n. 1787)
- 1844 - Pietro Leonardi, presbitero italiano (n. 1769)
- 1847 - Johann Emanuel Joseph von Khevenhüller-Metsch, funzionario austriaco (n. 1751)
- 1849 - Carlo Cairoli, medico e chirurgo italiano (n. 1777)
- 1850 - Antonio Maghella, politico italiano (n. 1766)
- 1850 - William Prout, chimico britannico (n. 1785)
- 1854 - Jules-Édouard Alboize de Pujol, drammaturgo, librettista e storico francese (n. 1805)
- 1857 - Antonio Maria Esquivel, pittore spagnolo (n. 1806)
- 1857 - Giovanni Pietro Aurelio Mutti, patriarca cattolico italiano (n. 1775)
- 1858 - Auguste François Chomel, patologo francese (n. 1788)
- 1858 - Joseph Karl Stieler, pittore tedesco (n. 1781)
- 1859 - Giulio Cesare Rospigliosi, nobile italiano (n. 1781)
- 1862 - John Thomas, scultore e architetto inglese (n. 1813)
- 1865 - Antonio Agnelli, ingegnere e funzionario italiano (n. 1788)
- 1866 - André-Michel Guerry, avvocato e statistico francese (n. 1802)
- 1868 - Ludwig von Gredler, militare austriaco (n. 1831)
- 1869 - William Pleydell-Bouverie, III conte di Radnor, nobile inglese (n. 1779)
- 1870 - Giovanni Maria Lavagna, matematico italiano (n. 1812)
- 1871 - Giorgio Mameli, ammiraglio italiano (n. 1798)
- 1872 - Alessandro Bianchi, avvocato e politico italiano (n. 1813)
- 1872 - Erastus Corning I, imprenditore e politico statunitense (n. 1794)
- 1873 - Charles Allston Collins, pittore e scrittore inglese (n. 1828)
- 1874 - Maria di Romania, principessa rumena (n. 1870)
- 1877 - William Gossage, chimico inglese (n. 1799)
- 1878 - Giovanni Battista Sella, imprenditore e politico italiano (n. 1788)
- 1879 - Ernst Friedrich Richter, musicista tedesco (n. 1808)
- 1880 - Gennaro Simini, patriota e medico italiano (n. 1812)
- 1884 - Antonio Spinelli di Scalea, politico e bibliografo italiano (n. 1795)
- 1886 - Gian Pietro Porro, esploratore italiano (n. 1844)
- 1886 - Gustave d'Eichthal, grecista, saggista e geografo francese (n. 1804)
- 1886 - Joseph Victor von Scheffel, scrittore e poeta tedesco (n. 1826)
- 1888 - Giacomo Conti, pittore italiano (n. 1813)
- 1889 - Michel Eugène Chevreul, chimico francese (n. 1786)
- 1891 - George Cavendish-Bentinck, avvocato e politico inglese (n. 1821)
- 1892 - Bay Middleton, fantino inglese (n. 1846)
- 1893 - August Czartoryski, presbitero polacco (n. 1858)
- 1893 - Carl Ludwig von Haller, politico svizzero (n. 1807)
- 1895 - Gunnar Berndtson, pittore finlandese (n. 1854)
- 1897 - Francesco Ambrosi, storico, etnologo e botanico italiano (n. 1821)
- 1897 - Ivan Kuz'mič Makarov, pittore russo (n. 1822)
- 1897 - Friedrich Georg von Bunge, storico tedesco (n. 1802)
- 1898 - Brownlow Cecil, IV marchese di Exeter, nobile e politico inglese (n. 1849)
- 1898 - Lovro Monti, politico italiano (n. 1835)
- 1898 - André Rebouças, ingegnere brasiliano (n. 1838)
- 1900 - Antonio Mangilli, politico italiano (n. 1829)
- 1900 - Edward O'Brien, XIV barone Inchiquin, politico inglese (n. 1839)

## XX secolo(218)
- 1903 - Jack Hunter, calciatore inglese (n. 1851)
- 1904 - Isabella II di Spagna, regina (n. 1830)
- 1905 - Mariana da Fonseca, filantropa e politica brasiliana (n. 1826)
- 1905 - Frederic Thesiger, II barone Chelmsford, generale britannico (n. 1827)
- 1907 - Owen Hall, scrittore, critico teatrale e librettista britannico (n. 1853)
- 1908 - Eugène Lefébure, egittologo francese (n. 1838)
- 1908 - Giuseppe Tornielli Brusati di Vergano, diplomatico e politico italiano (n. 1836)
- 1909 - Francis Marion Crawford, scrittore e drammaturgo statunitense (n. 1854)
- 1909 - Paschal Grousset, giornalista, scrittore e politico francese (n. 1844)
- 1909 - Fortunato Rocchi, pittore e architetto italiano (n. 1822)
- 1910 - Nicola Marchese, poeta italiano (n. 1858)
- 1912 - Ettore Filippini, patriota italiano (n. 1841)
- 1913 - Addison Brown, avvocato, magistrato e botanico statunitense (n. 1830)
- 1914 - Imperatrice Shōken, imperatrice giapponese (n. 1849)
- 1915 - Karl Bitter, scultore austriaco (n. 1867)
- 1915 - Candido Ghiotti, glottologo italiano (n. 1841)
- 1915 - Friedrich Loeffler, microbiologo tedesco (n. 1852)
- 1917 - Caspar René Gregory, teologo e filologo statunitense (n. 1846)
- 1917 - Edward Thomas, poeta e militare gallese (n. 1878)
- 1918 - Niko Pirosmani, pittore georgiano (n. 1862)
- 1919 - Sidney Drew, attore, regista e sceneggiatore statunitense (n. 1863)
- 1919 - Emil Schallopp, scacchista tedesco (n. 1843)
- 1920 - Daniel Kelly, lunghista statunitense (n. 1883)
- 1921 - Ernesto Nathan, politico italiano (n. 1845)
- 1921 - William Joseph Walsh, arcivescovo cattolico irlandese (n. 1841)
- 1922 - Hans Fruhstorfer, entomologo e esploratore tedesco (n. 1866)
- 1922 - Patrick Manson, medico scozzese (n. 1844)
- 1924 - Vincenzo Mendaia, magistrato e politico italiano (n. 1855)
- 1924 - Ugo Rindi, anarchico e antifascista italiano (n. 1882)
- 1926 - Rogier Verbeek, geologo e paleontologo olandese (n. 1845)
- 1927 - Georg Sars, zoologo norvegese (n. 1837)
- 1928 - Miriam Bannister, supercentenaria britannica (n. 1817)
- 1928 - Giuseppe Cataldo, presbitero, missionario e gesuita italiano (n. 1837)
- 1930 - Rose Caron, soprano francese (n. 1857)
- 1930 - Adolf Dirr, linguista, filologo e etnologo tedesco (n. 1867)
- 1930 - Heinrich von Wittek, politico e nobile austriaco (n. 1844)
- 1931 - Arturo Caroti, politico e scrittore italiano (n. 1875)
- 1931 - Alfred Hickman, attore inglese (n. 1873)
- 1931 - Guido Iannello, militare e aviatore italiano (n. 1893)
- 1931 - Tom Santschi, attore e regista statunitense (n. 1880)
- 1931 - Paul Vidal, compositore, direttore d'orchestra e docente francese (n. 1863)
- 1932 - Sophie Reimers, attrice norvegese (n. 1853)
- 1933 - Sigfrid Karg-Elert, compositore, docente e organista tedesco (n. 1877)
- 1933 - Gino Vallesella, calciatore italiano (n. 1887)
- 1934 - Safvet-beg Bašagić, scrittore bosniaco (n. 1870)
- 1934 - Rudolf Koch, tipografo, insegnante e calligrafo tedesco (n. 1876)
- 1934 - Oskar von Miller, ingegnere tedesco (n. 1855)
- 1935 - Francesco Gurgo Salice, compositore, pianista e direttore di banda italiano (n. 1874)
- 1936 - William Beardmore, imprenditore e filantropo britannico (n. 1856)
- 1936 - John Uri Lloyd, farmacologo e scrittore statunitense (n. 1849)
- 1936 - Ferdinand Tönnies, sociologo tedesco (n. 1855)
- 1936 - Francisco Villaespesa, poeta, drammaturgo e scrittore spagnolo (n. 1877)
- 1937 - William Bassett, dirigente sportivo, allenatore di calcio e calciatore inglese (n. 1869)
- 1937 - Friedrich Bödeker, botanico tedesco (n. 1867)
- 1937 - Albert Bigelow Paine, scrittore e biografo statunitense (n. 1861)
- 1938 - Alfonso Di Legge, matematico e astronomo italiano (n. 1847)
- 1938 - Giorgio Pazzini, militare italiano (n. 1912)
- 1938 - Salvatore Puglisi, militare italiano (n. 1913)
- 1939 - Stanley Colville, ammiraglio scozzese (n. 1861)
- 1940 - Mrs. Patrick Campbell, attrice inglese (n. 1865)
- 1940 - Marija Germanova, attrice e regista russa (n. 1883)
- 1940 - Rosa Newmarch, musicologa, critica musicale e traduttrice britannica (n. 1857)
- 1940 - Jean Verdier, cardinale e arcivescovo cattolico francese (n. 1864)
- 1941 - Giuseppe Cremascoli, generale italiano (n. 1883)
- 1941 - Friedel Holz, calciatore tedesco (n. 1920)
- 1941 - Francesco Lojacono, militare e aviatore italiano (n. 1917)
- 1941 - Ernest Bickham Sweet-Escott, diplomatico britannico (n. 1857)
- 1941 - Enrico Theodoli, militare e aviatore italiano (n. 1920)
- 1941 - William Worthington, attore e regista statunitense (n. 1872)
- 1942 - Vincenzo Lodigiani, imprenditore e ingegnere italiano (n. 1875)
- 1943 - Jimmy Ashcroft, calciatore inglese (n. 1878)
- 1943 - Cesare Bella, militare italiano (n. 1916)
- 1943 - Gustave Doret, compositore, direttore d'orchestra e critico musicale svizzero (n. 1866)
- 1944 - Jan den Boer, pallanuotista olandese (n. 1889)
- 1944 - Celestina Faron, religiosa polacca (n. 1913)
- 1944 - Giuseppe Felici, militare e partigiano italiano (n. 1923)
- 1944 - Evgenija Maksimovna Rudneva, militare sovietica (n. 1921)
- 1945 - Dietrich Bonhoeffer, teologo, partigiano e pastore protestante tedesco (n. 1906)
- 1945 - Wilhelm Canaris, ammiraglio tedesco (n. 1887)
- 1945 - Georg Elser, artigiano e antifascista tedesco (n. 1903)
- 1945 - Domenico Fracassi di Torre Rossano, diplomatico, imprenditore e politico italiano (n. 1859)
- 1945 - Ewald von Kleist-Schmenzin, filosofo tedesco (n. 1890)
- 1945 - Mario Modotti, partigiano, operaio e antifascista italiano (n. 1912)
- 1945 - Hans Oster, generale tedesco (n. 1887)
- 1946 - Rolf Aas, calciatore norvegese (n. 1891)
- 1946 - Ralph Kirby, allenatore di calcio inglese (n. 1884)
- 1947 - Desmond FitzGerald, rivoluzionario, poeta e politico irlandese (n. 1888)
- 1948 - Jorge Eliécer Gaitán, politico e avvocato colombiano (n. 1903)
- 1949 - Luigi Amantea, generale e politico italiano (n. 1869)
- 1949 - Marcel Méran, velista francese (n. 1871)
- 1949 - Giovanni Sabini, magistrato e politico italiano (n. 1873)
- 1951 - Vilhelm Bjerknes, fisico norvegese (n. 1862)
- 1952 - Alberto Giannini, giornalista italiano (n. 1885)
- 1953 - Hans Reichenbach, filosofo tedesco (n. 1891)
- 1953 - František Skyčák, politico, imprenditore e banchiere slovacco (n. 1870)
- 1953 - Stanisław Wojciechowski, matematico e politico polacco (n. 1869)
- 1956 - Luigi Gibezzi, ingegnere, dirigente sportivo e calciatore italiano (n. 1883)
- 1957 - Gaetano De Sanctis, storico, politico e antifascista italiano (n. 1870)
- 1957 - Adolfo Magrini, pittore, illustratore e scenografo italiano (n. 1874)
- 1957 - Pedro Opazo, politico cileno (n. 1876)
- 1958 - Giovanni Caso, politico italiano (n. 1896)
- 1958 - Louis de Gonzague-Frick, poeta e critico letterario francese (n. 1883)
- 1959 - Charley Morris, pugile britannico (n. 1879)
- 1959 - Henri-Pierre Roché, scrittore e collezionista d'arte francese (n. 1879)
- 1959 - Giovanni Scavo, mezzofondista italiano (n. 1936)
- 1959 - Frank Lloyd Wright, architetto statunitense (n. 1867)
- 1960 - John Braid, crickettista britannico (n. 1869)
- 1961 - Giuseppe Alessandro Favaro, matematico e astronomo italiano (n. 1876)
- 1961 - Oliver Onions, scrittore britannico (n. 1873)
- 1961 - Zog I di Albania, politico e militare albanese (n. 1895)
- 1962 - Carlo Bertozzi, aviatore e imprenditore italiano (n. 1896)
- 1962 - Kaspar Hassel, velista norvegese (n. 1877)
- 1963 - Benno Moiseiwitsch, pianista ucraino (n. 1890)
- 1963 - Xul Solar, pittore e glottoteta argentino (n. 1887)
- 1964 - El Brendel, attore statunitense (n. 1890)
- 1964 - Gerolamo Gaslini, imprenditore, filantropo e politico italiano (n. 1877)
- 1964 - Appie van Olst, pallanuotista olandese (n. 1897)
- 1965 - Albert Gregory Meyer, cardinale e arcivescovo cattolico statunitense (n. 1903)
- 1965 - Sherman Minton, politico e giudice statunitense (n. 1890)
- 1965 - Andrea Ossoinack, politico italiano (n. 1876)
- 1965 - Domenico Serra, attore italiano (n. 1899)
- 1966 - Gheorghe Anghel, scultore rumeno (n. 1904)
- 1966 - Ivo Levi, generale italiano (n. 1894)
- 1966 - Pietro Tortorici, matematico italiano (n. 1891)
- 1967 - Thomas Humphreys, mezzofondista britannico (n. 1890)
- 1967 - Eddie Wisbar, cestista statunitense (n. 1916)
- 1968 - Zofia Kossak Szczucka, scrittrice e attivista polacca (n. 1889)
- 1968 - Giovanni Scalise, pittore italiano (n. 1883)
- 1969 - Leopold Grundwald, calciatore austriaco (n. 1891)
- 1969 - Husayn Bey, principe della Corona di Tunisia, principe tunisino (n. 1893)
- 1969 - Evžen Plocek, patriota cecoslovacco (n. 1929)
- 1969 - Gino Vanelli, baritono italiano (n. 1896)
- 1970 - Arnold Hugh Martin Jones, storico britannico (n. 1904)
- 1970 - István Kozma, lottatore ungherese (n. 1939)
- 1970 - Paul Malisch, nuotatore tedesco (n. 1881)
- 1971 - André Cavens, regista belga (n. 1912)
- 1971 - James Fitzgerald, pittore statunitense (n. 1899)
- 1971 - Will Harridge, dirigente sportivo statunitense (n. 1883)
- 1971 - Ernesto Paternò Castello di Carcaci, nobile e religioso italiano (n. 1882)
- 1972 - John Stewart Battle, politico statunitense (n. 1890)
- 1972 - James Francis Byrnes, politico e statistico statunitense (n. 1882)
- 1972 - George Elmer Forsythe, informatico e matematico statunitense (n. 1917)
- 1973 - Piero Bottoni, architetto e politico italiano (n. 1903)
- 1973 - Carlo Jelardi, medico e generale italiano (n. 1888)
- 1973 - Henrique da Silveira, schermidore portoghese (n. 1901)
- 1975 - Armand Boppart, pallanuotista svizzero (n. 1894)
- 1975 - Lia Orlandini, attrice e doppiatrice italiana (n. 1896)
- 1976 - Saneatsu Mushanokōji, scrittore giapponese (n. 1885)
- 1976 - Phil Ochs, cantautore statunitense (n. 1940)
- 1976 - Renato Petronio, canottiere italiano (n. 1891)
- 1977 - Julia Heron, scenografa statunitense (n. 1897)
- 1977 - Josep Planas, allenatore di calcio e calciatore spagnolo (n. 1901)
- 1978 - Giuseppe Ferro, imprenditore italiano (n. 1901)
- 1978 - Vivian McGrath, tennista australiano (n. 1916)
- 1978 - Michael Wilson, sceneggiatore statunitense (n. 1914)
- 1979 - Amir Hossein Rabii, generale e politico iraniano (n. 1930)
- 1979 - Fusatarō Teshima, generale giapponese (n. 1889)
- 1979 - Johannes Baptist Hubert Theunissen, arcivescovo cattolico olandese (n. 1905)
- 1980 - Kathleen Burke, attrice statunitense (n. 1913)
- 1982 - Kirill Pavlovič Florenskij, geologo e astronomo sovietico (n. 1915)
- 1982 - Robert Havemann, chimico tedesco (n. 1910)
- 1982 - Wilfrid Pelletier, direttore d'orchestra e pianista canadese (n. 1896)
- 1983 - Giuseppe Carlo Rossi, linguista italiano (n. 1908)
- 1984 - Dr. Dahesh, scrittore, poeta e filosofo libanese (n. 1909)
- 1984 - Paul Ivano, fotografo francese (n. 1900)
- 1984 - Paul-Pierre Philippe, cardinale francese (n. 1905)
- 1984 - Willem Sandberg, grafico olandese (n. 1897)
- 1984 - Adolf Wagner, sollevatore tedesco (n. 1911)
- 1985 - Sana' Mehaydli, guerrigliera libanese (n. 1968)
- 1985 - Antonino Papalia, politico italiano (n. 1924)
- 1985 - Ernie Taylor, calciatore e allenatore di calcio inglese (n. 1925)
- 1986 - Rezső Wanié, nuotatore ungherese (n. 1908)
- 1986 - Jurij Timofeevič Ždanov, ballerino e coreografo sovietico (n. 1925)
- 1987 - George Cummings, calciatore scozzese (n. 1913)
- 1987 - Horst Dassler, imprenditore tedesco (n. 1936)
- 1987 - Albert Flatley, allenatore di calcio e calciatore inglese (n. 1919)
- 1988 - Turgut Atakol, cestista, arbitro di pallacanestro e dirigente sportivo turco (n. 1915)
- 1988 - Brook Benton, cantautore statunitense (n. 1931)
- 1988 - Hans Berndt, calciatore tedesco (n. 1919)
- 1988 - Dave Prater, cantante, musicista e ballerino statunitense (n. 1937)
- 1988 - Sylvia Thalberg, sceneggiatrice statunitense (n. 1907)
- 1989 - Francesco De Zanna, bobbista e hockeista su ghiaccio italiano (n. 1905)
- 1989 - Birger Holmqvist, hockeista su ghiaccio svedese (n. 1900)
- 1989 - Friedrich Ritter, botanico tedesco (n. 1898)
- 1990 - Chips Sobek, cestista e allenatore di pallacanestro statunitense (n. 1920)
- 1991 - Marino Bon Valsassina, giurista italiano (n. 1921)
- 1991 - Norris Bowden, pattinatore artistico su ghiaccio canadese (n. 1926)
- 1991 - Antoine Dignef, ciclista su strada belga (n. 1910)
- 1991 - Forrest Towns, ostacolista statunitense (n. 1914)
- 1993 - Roy Bailey, allenatore di calcio e calciatore inglese (n. 1932)
- 1993 - Les Cunningham, hockeista su ghiaccio e allenatore di hockey su ghiaccio canadese (n. 1913)
- 1993 - Joseph Soloveitchik, rabbino, filosofo e educatore bielorusso (n. 1903)
- 1993 - Adolf Vogl, calciatore austriaco (n. 1910)
- 1994 - Lin Delija, pittore albanese (n. 1926)
- 1994 - Marcel Ichac, alpinista, giornalista e regista francese (n. 1906)
- 1995 - Nguyễn Hữu An, generale vietnamita (n. 1926)
- 1995 - Paola Borboni, attrice italiana (n. 1900)
- 1995 - Ottó Jónsson, calciatore islandese (n. 1921)
- 1995 - Kazimierz Kucharski, mezzofondista e velocista polacco (n. 1909)
- 1996 - Richard Condon, scrittore statunitense (n. 1915)
- 1996 - Paul Leder, regista, sceneggiatore e produttore cinematografico statunitense (n. 1926)
- 1996 - Otto Licha, pallamanista austriaco (n. 1912)
- 1997 - Mae Boren Axton, musicista statunitense (n. 1914)
- 1997 - Sergio Bravo, calciatore messicano (n. 1927)
- 1997 - Helene Hanff, scrittrice e sceneggiatrice statunitense (n. 1916)
- 1998 - Antonio Balsamo, compositore e sassofonista italiano (n. 1934)
- 1998 - Francesco Murgia, politico e avvocato italiano (n. 1903)
- 1998 - Aleksej Spiridonov, martellista sovietico (n. 1951)
- 1998 - John Tate, pugile statunitense (n. 1955)
- 1999 - Livio Labor, politico, giornalista e sindacalista italiano (n. 1918)
- 1999 - Mary Lutyens, scrittrice britannica (n. 1908)
- 1999 - Ibrahim Baré Maïnassara, militare e politico nigerino (n. 1949)
- 1999 - Albert Popwell, attore statunitense (n. 1926)
- 1999 - Raúl Silva Henríquez, cardinale e arcivescovo cattolico cileno (n. 1907)
- 1999 - Maria de la Cruz Nault, religiosa e mistica francese (n. 1901)
- 2000 - Nick Frascella, cestista statunitense (n. 1914)
- 2000 - Jack Gardner, cestista e allenatore di pallacanestro statunitense (n. 1910)
- 2000 - Renato Lupi, attore italiano (n. 1920)

## XXI secolo(137)
- 2001 - Roque Ditro, calciatore argentino (n. 1936)
- 2001 - Wanda Sciaccaluga, ballerina e attrice italiana (n. 1920)
- 2001 - Graziella Sciutti, soprano italiano (n. 1927)
- 2001 - Giorgio Spitella, politico italiano (n. 1925)
- 2001 - Willie Stargell, giocatore di baseball statunitense (n. 1940)
- 2002 - Roy Dwight, allenatore di calcio e calciatore inglese (n. 1933)
- 2002 - Pat Flaherty, pilota automobilistico statunitense (n. 1926)
- 2002 - Aleksandr Alekseevič Galkin, poeta, traduttore e romanziere russo (n. 1928)
- 2002 - Leopold Vietoris, matematico e supercentenario austriaco (n. 1891)
- 2003 - Cesare Baldini, karateka e arbitro di karate italiano (n. 1935)
- 2003 - Jorge Oteiza, scultore, saggista e poeta spagnolo (n. 1908)
- 2003 - Vera Zorina, ballerina e attrice tedesca (n. 1917)
- 2004 - Lélia Abramo, attrice, politica e attivista brasiliana (n. 1911)
- 2004 - Sein Lwin, generale e politico birmano (n. 1924)
- 2004 - Chick Meehan, cestista e allenatore di pallacanestro statunitense (n. 1917)
- 2004 - Martin Rickelt, attore tedesco (n. 1915)
- 2004 - Julius Sang, velocista keniota (n. 1946)
- 2004 - Jiří Weiss, regista cecoslovacco (n. 1913)
- 2005 - Cesare Civita, editore italiano (n. 1905)
- 2005 - Andrea Dworkin, saggista statunitense (n. 1946)
- 2005 - Jacques Ferrière, attore e doppiatore francese (n. 1932)
- 2005 - Claude Greder, pallanuotista francese (n. 1934)
- 2005 - Chico Scimone, nuotatore italiano (n. 1911)
- 2005 - Jerrel Wilson, giocatore di football americano statunitense (n. 1941)
- 2006 - Giuseppe Are, storico italiano (n. 1930)
- 2006 - Hermann Schild, ciclista su strada tedesco (n. 1913)
- 2006 - Vilgot Sjöman, regista e sceneggiatore svedese (n. 1924)
- 2007 - Robert Barnhart, lessicografo statunitense (n. 1933)
- 2007 - Egon Bondy, scrittore e poeta ceco (n. 1930)
- 2007 - Dorrit Hoffleit, astronoma statunitense (n. 1907)
- 2007 - Dumitru Pârvulescu, lottatore rumeno (n. 1933)
- 2007 - Satprem, scrittore francese (n. 1923)
- 2008 - Burt Glinn, fotografo statunitense (n. 1925)
- 2008 - Gianandrea Gropplero di Troppenburg, aviatore, militare e partigiano italiano (n. 1921)
- 2008 - Daniela Klemenschits, tennista austriaca (n. 1982)
- 2008 - Steffen Krauß, calciatore tedesco orientale (n. 1965)
- 2008 - Erminio Marussi, calciatore italiano (n. 1928)
- 2008 - Jacques Morel, attore cinematografico francese (n. 1922)
- 2008 - Art Spoelstra, cestista statunitense (n. 1932)
- 2009 - Edgar Buchwalder, ciclista su strada svizzero (n. 1916)
- 2009 - Randy Cain, cantante statunitense (n. 1945)
- 2009 - Franco Frasi, allenatore di calcio e calciatore italiano (n. 1928)
- 2009 - Colin Jordan, politico inglese (n. 1923)
- 2009 - Shakti Samanta, regista indiano (n. 1926)
- 2010 - Carlo Bianco, avvocato, filosofo e letterato italiano (n. 1911)
- 2010 - Franco Casellato, rugbista a 15 e dirigente sportivo italiano (n. 1937)
- 2010 - Donal Collins, religioso irlandese
- 2010 - Bob Franks, politico statunitense (n. 1951)
- 2010 - Dario Mangiarotti, schermidore e maestro di scherma italiano (n. 1915)
- 2010 - Peter Ramsbotham, diplomatico inglese (n. 1919)
- 2010 - Zoltán Varga, allenatore di calcio e calciatore ungherese (n. 1945)
- 2010 - Marino Zardini, bobbista italiano (n. 1927)
- 2011 - Zakariya Rashid Hassan al-Ashiri, blogger e giornalista bahreinita (n. 1971)
- 2011 - Jerry Lawson, ingegnere e informatico statunitense (n. 1940)
- 2011 - Sidney Lumet, regista, produttore cinematografico e sceneggiatore statunitense (n. 1924)
- 2011 - Roger Nichols, produttore discografico statunitense (n. 1944)
- 2012 - Takeshi Aono, attore e doppiatore giapponese (n. 1936)
- 2012 - José Guardiola, cantante spagnolo (n. 1930)
- 2012 - Mark Lenzi, tuffatore statunitense (n. 1968)
- 2012 - Miriam Mafai, giornalista, scrittrice e politica italiana (n. 1926)
- 2012 - Boris Dmitrievič Parygin, filosofo russo (n. 1930)
- 2012 - Giuseppe Taffarel, regista, attore e sceneggiatore italiano (n. 1922)
- 2013 - Piero Finà, cantautore italiano (n. 1942)
- 2013 - Katsushi Murata, mafioso giapponese (n. 1939)
- 2013 - Emilio Pericoli, cantante italiano (n. 1928)
- 2013 - Paolo Soleri, architetto, scrittore e scultore italiano (n. 1919)
- 2013 - Zao Wou-Ki, pittore e insegnante cinese (n. 1920)
- 2014 - Fevziye Sultan, principessa ottomana (n. 1928)
- 2014 - Willi Leißler, cestista tedesco (n. 1930)
- 2014 - Eddie Miller, cestista statunitense (n. 1931)
- 2014 - Vinicio Nesti, cestista e allenatore di pallacanestro italiano (n. 1931)
- 2014 - Arthur Robinson, politico trinidadiano (n. 1926)
- 2014 - Saverio Strati, scrittore italiano (n. 1924)
- 2014 - Ferdinando Terruzzi, pistard italiano (n. 1924)
- 2014 - Svetlana Velmar-Janković, scrittrice e giornalista serba (n. 1933)
- 2015 - Nina Companeez, sceneggiatrice e regista francese (n. 1937)
- 2015 - Ivan Doig, scrittore statunitense (n. 1939)
- 2016 - José Bileu, calciatore portoghese (n. 1932)
- 2016 - Tony Conrad, violinista, compositore e artista statunitense (n. 1940)
- 2016 - Giovanni Degli Antoni, informatico italiano (n. 1935)
- 2017 - Giorgio Barberi Squarotti, critico letterario, poeta e italianista italiano (n. 1929)
- 2017 - Carme Chacón, avvocata, docente e politica spagnola (n. 1971)
- 2017 - Abdoua Kanta, regista nigeriano (n. 1946)
- 2017 - Kim Young-ae, attrice sudcoreana (n. 1951)
- 2017 - Dieter Kottysch, pugile tedesco (n. 1943)
- 2017 - Enrico Serra, politico italiano (n. 1934)
- 2017 - Bob Wootton, chitarrista statunitense (n. 1942)
- 2018 - Fredy Brupbacher, sciatore alpino svizzero (n. 1934)
- 2018 - Giovanni Liotti, psichiatra e psicologo italiano (n. 1945)
- 2018 - Dewey Martin, attore statunitense (n. 1923)
- 2018 - Munkbat Jigjid, lottatore mongolo (n. 1941)
- 2019 - Elwyn Berlekamp, matematico statunitense (n. 1940)
- 2019 - Angelo Errore, politico italiano (n. 1937)
- 2019 - Nikolaj Gorbačëv, canoista sovietico (n. 1948)
- 2019 - Charles Van Doren, personaggio televisivo statunitense (n. 1926)
- 2020 - Tullio Abbate, imprenditore e pilota motonautico italiano (n. 1944)
- 2020 - Tom Bruce, nuotatore statunitense (n. 1952)
- 2020 - Mort Drucker, fumettista e illustratore statunitense (n. 1929)
- 2020 - Ezio Enrietti, politico italiano (n. 1936)
- 2020 - Eric Renner, fotografo statunitense (n. 1941)
- 2020 - Salvatore Ricciardi, attivista e brigatista italiano (n. 1940)
- 2020 - Giuseppe Aldo Rossi, regista, sceneggiatore e enigmista italiano (n. 1913)
- 2021 - Kirsten Aschengreen Piacenti, storica dell'arte danese (n. 1929)
- 2021 - Ramsey Clark, politico e avvocato statunitense (n. 1927)
- 2021 - Ekkehard Fasser, bobbista svizzero (n. 1952)
- 2021 - Filippo di Edimburgo, principe greco (n. 1921)
- 2021 - Giōrgos Karaivaz, giornalista greco (n. 1968)
- 2021 - Elena Pulcini, filosofa italiana (n. 1950)
- 2021 - DMX, rapper e attore statunitense (n. 1970)
- 2022 - Riccardo Dalisi, architetto, designer e artista italiano (n. 1931)
- 2022 - Michael Degen, attore e scrittore tedesco (n. 1928)
- 2022 - Michel Delebarre, funzionario e politico francese (n. 1946)
- 2022 - Inga Freidenfelds, cestista lettone (n. 1935)
- 2022 - Chiara Frugoni, storica e scrittrice italiana (n. 1940)
- 2022 - Dwayne Haskins, giocatore di football americano statunitense (n. 1997)
- 2022 - Henk Hermsen, pallanuotista olandese (n. 1937)
- 2022 - Jack Higgins, scrittore britannico (n. 1929)
- 2022 - Ann Hutchinson, ballerina e coreografa statunitense (n. 1918)
- 2022 - Giampaolo Loddo, musicista, chitarrista e cantante italiano (n. 1930)
- 2022 - Francesco Radino, fotografo italiano (n. 1947)
- 2023 - Dario Acquaroli, mountain biker e ciclocrossista italiano (n. 1975)
- 2023 - Antonietta Dosi, scrittrice, filologa classica e grecista italiana (n. 1930)
- 2023 - Ettore Fiorini, fisico italiano (n. 1933)
- 2023 - Roberto Frigerio, calciatore svizzero (n. 1938)
- 2023 - James Clifford Timlin, vescovo cattolico statunitense (n. 1927)
- 2024 - Vladimir Viktorovič Aksënov, cosmonauta sovietico (n. 1935)
- 2024 - Eckart Dux, attore e doppiatore tedesco (n. 1926)
- 2024 - Paola Gassman, attrice italiana (n. 1945)
- 2024 - Antonio La Penna, latinista, filologo classico e aforista italiano (n. 1925)
- 2024 - Gianni Meccia, cantautore, paroliere e compositore italiano (n. 1931)
- 2024 - Dave Mehmet, calciatore inglese (n. 1960)
- 2024 - Paolo Pininfarina, imprenditore italiano (n. 1958)
- 2024 - Terto, calciatore brasiliano (n. 1946)
- 2024 - Jaime de Armiñán, regista, sceneggiatore e drammaturgo spagnolo (n. 1927)
- 2025 - Andrew Gross, scrittore statunitense (n. 1952)
- 2025 - Frédéric Randriamamonjy, politico, diplomatico e scrittore malgascio (n. 1932)
- 2025 - John Van Seters, storico, biblista e orientalista canadese (n. 1935)

## Senza anno specificato(1)
- Valdetrude di Mons, monaca cristiana e santa franca